# 施泰因貝格湖
施泰因貝格湖（德語：Steinberger See），是德國的湖泊，位於該國東南部，由巴伐利亞負責管轄，處於上普法爾茨行政區，長2公里、寬1.8公里，面積1.8平方公里，海拔高度364米，最大水深50米。